# کورت باک
کورت باک (به آلمانی: Kurt Bock) (زاده ۳ ژوئیه ۱۹۵۸) مدیر ارشد اجرایی آلمانی است، که در حال حاضر به‌عنوان مدیر عامل اجرایی شرکت ب آ اس اف فعالیت می‌نماید. ب آ اس اف هم‌اکنون به‌عنوان بزرگترین تولید کننده مواد شیمیایی جهان شناخته می‌شود.